# トロカデロ・デ・モンテカルロバレエ団

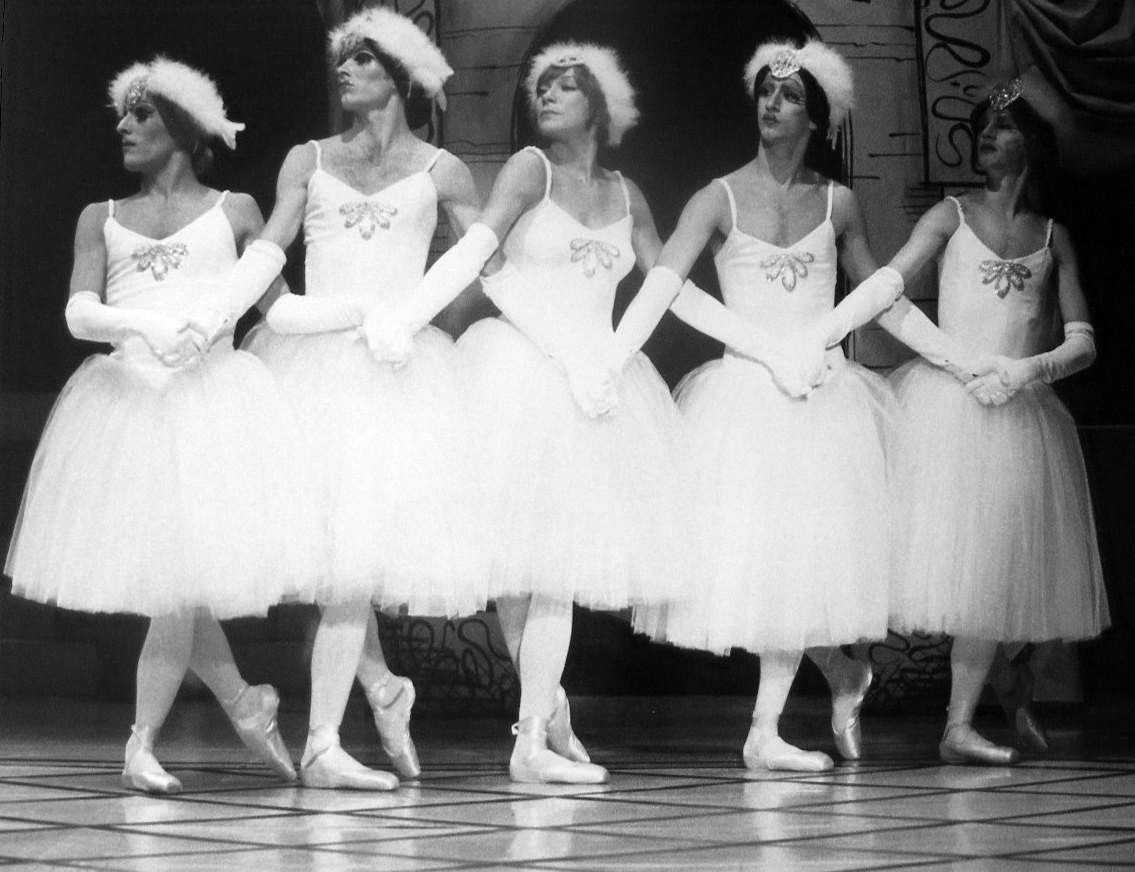
シャーリー・マクレーン（中央）と共に踊るトロカデロ・デ・モンテカルロバレエ団のダンサーたち（1977年）

トロカデロ・デ・モンテカルロバレエ団（トロカデロ・デ・モンテカルロバレエだん、Les Ballets Trockadero de Monte Carlo）は男性だけで構成される米国のコメディ・バレエ団。ニューヨーク市に本拠を置き、世界各国を巡演している。愛称はトロックス（Trocks） 。

## 概要
1973年、米国の喜劇劇団員であったL・リーによって創設されたトロカデロ・グロキシニア・バレエ団（Trockadero Gloxinia Ballet Company）を前身とする。当初から男性のみでスタートしたこのバレエ団は、女性なみにポワントで踊るなどしてニューヨーク市内で人気を博した。
翌1974年、A・バッサエら数名がトロカデロ・グロキシニアから脱退し、新たに結成したのが現在のトロカデロ・デ・モンテカルロ・バレエ団である。オフ・オフ・ブロードウェイのロフトで旗揚げし、G・バランシン作品のパロディなどを上演した。バッサエによると、男性がバレリーナ役を踊りたいという願望は今に始まったことではなく、
かつてV・ニジンスキーも自らが 『火の鳥』 を踊ることを欲していた。その上で、バレリーナになりきるのではなく、あくまでもバレリーナを模倣することが目的であるとしている。
『白鳥の湖』ほか伝統的なクラシック・バレエをパロディ化した娯楽性の高い公演は評判となり、米国内でその芸術と大衆性を認められるようになった。
1975年から1976年にかけて米国とカナダで初の巡演を行ったほか、以後イタリア、オランダ、ウィーン、パリ、日本など海外にも進出した。2008年には英国王室が主催する英国ロイヤル・バラエティー・ショーに出演。

## 主な演目
| - 白鳥の湖 - 瀕死の白鳥 - パキータ | - ライモンダ - マジシマス - レ・シルフィード | - ジゼル - ラ・ヴィヴァンディエール |